# Begas
Begas (oficialmente en catalán: Begues) es un municipio de la comarca del Bajo Llobregat, en la provincia de Barcelona, Cataluña, España. Su población es de 7462 habitantes (INE 2024). Está situado en el suroeste de la comarca, y el territorio municipal cubre la mayor parte del macizo del Garraf, incluyendo los picos de Montau (658 m) y de la Morella (594 m). Está conectado con Olesa de Bonesvalls y con Gavá por una carretera comarcal, considerada como punto negro por sus pronunciadas curvas.
Con sus más de 50 km² de superficie municipal, Begas es el municipio con más extensión del Bajo Llobregat.

## Toponimia
El topónimo puede ser del árabe al-buqa, que significa "llano donde las aguas quedan estancadas por las montañas que lo rodean." O del prerromano be, "debajo", kar, que significa "roca alta" y es que significa "amurallado".

## Historia

### Prehistoria y Edad Antigua
De acuerdo con las excavaciones en la cueva Sadurní, Begas era habitada por lo menos hace 11 000 años durante el Epipaleolítico en una sociedad de cazadores y recolectores. 4000 años después la sociedad comenzó a vivir de pastores y campesinos. Aunque en el Neolítico aún vivían en cuevas. No fue hasta hace 2500 años de la aparición del primer poblado.

## Demografía
Begas cuenta con una población de 7462 habitantes (INE 2024).
| Gráfica de evolución demográfica de Begas entre 1842 y 2021 |
| |
| Población de derecho según los censos de población del INE. Población de hecho según los censos de población del INE.En este censo se denominaba Vegas: 1842. En estos censos se denominaba Begas: 1857, 1860, 1877, 1887, 1897, 1900, 1910, 1920, 1930, 1940, 1950, 1960 y 1970. |

## Monumentos y lugares de interés

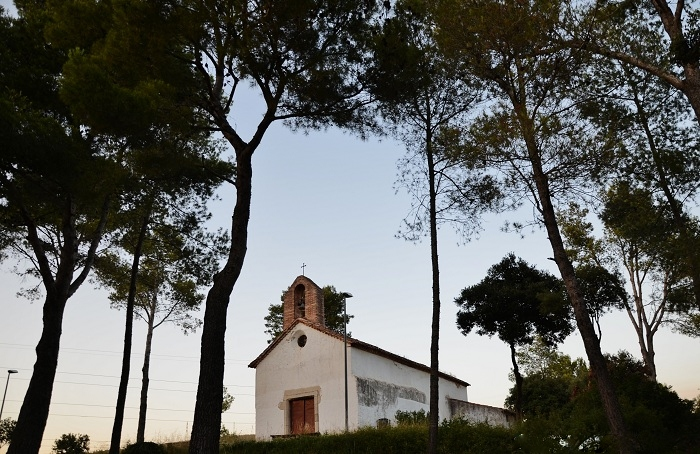
Ermita de Santa Eulalia
Pequeña ermita del pueblo de Begas dedicada a Santa Eulalia. Está situada sobre un pequeño monte y da nombre al barrio que hay a sus pies. La capilla, que podría ser de origen más antiguo —según la tradición popular se encontraron tumbas—, está documentada del siglo XVIII. De planta rectangular, la puerta está hecha con linda y la cubierta, de madera, de doble vertiente. Hay un sencillo retablo, de la fin del siglo XIX, dedicado a Santa Eulalia. Cada año por Santa Eulàlia (en febrero) y por la Fiesta del mosto (tercer domingo de octubre) se celebra misa y se reparten las tradicionales "coques de santa Eulàlia".
Iglesia parroquial de San Cristóbal
La parroquia de San Cristóbal se construyó a mitad del siglo XX. Posee una nave única iluminada por las ventanas que se abren en los laterales y por la roseta de la fachada.
Otros edificios del patrimonio arquitectónico local son.
- Cal Pere Vell
- Cal Vidu
- Cal Sacaire
- Can Grau de Coll
- Can Martí
- Can Romagosa
- Can Sadurní
- Can Torres
- Can Vendrell
- Casa Cervelló
- Colònia Petit
- Creu de Terme
- Creu del Joncar[7]

## Cultura

### Enero
- Fiesta mayor de invierno, 20 de enero.

### Abril
- Canto de Caramellas por Pascua.
- Feria de la Cerveza Artesana, último sábado del mes.

### Mayo
- Fiesta de la Gent Gran, fiesta para la gente de tercera edad.
- Aplec dels Bruguers

### Julio
- Ciclo de conciertos por el Juliol Musical, fines de semana.
- Fiesta mayor de verano, 25 de julio.
- Feria medieval, último sábado.

### Agosto
- Fiesta mayor de Begues Parc, mitad de mes.

### Octubre
- Fiesta del Mosto, tercer fin de semana.[8]

## Administración y política
Esta tabla muestra los concejales obtenidos por cada partido o coalición política en las elecciones municipales de la localidad desde la vuelta de la democracia.
| Partido político      | 1979 | 1983 | 1987 | 1991 | 1995 | 1999 | 2003 | 2007 | 2011 |
| --------------------- | ---- | ---- | ---- | ---- | ---- | ---- | ---- | ---- | ---- |
| Independents          | 6    | 4    |      |      |      |      |      |      |      |
| AECUT                 | 3    |      |      |      |      |      |      |      |      |
| CiU                   |      | 5    | 7    | 4    | 4    | 4    | 2    | 2    | 3    |
| BA // BA-UB // BA-UPB |      |      |      |      | 5    | 6    | 5    | 3    |      |
| UP BEGUES             |      |      |      | 3    | 2    |      |      |      |      |
| A.P.M.                |      |      | 2    | 2    |      |      |      |      |      |
| ICV                   |      |      |      |      |      | 1    | 2    | 4    | 3    |
| ERC                   |      |      |      |      |      |      | 1    | 2    | 1    |
| PSC                   |      |      |      |      |      |      | 1    | 1    |      |
| PP                    |      |      |      |      |      |      |      | 1    | 3    |
| TPB                   |      |      |      |      |      |      |      |      | 1    |
| GB                    |      |      |      |      |      |      |      |      | 2    |

- En color amarillo, el partido con mayor representación en el periodo de mandato.